# Morski pauci
Morski pauci (krakači; znanstveno Pycnogonida;  sinonim: Pantopoda), jedan od razreda kliještara (Chelicerata), morskih životinja nastanjenih poglavito u Mediteranu, Karibima, Arktičkom i Antarktičkom oceanu.
Karakteristike morskih pauka su veoma specifične, i u stvari nisu pauci. Imaju maleno tanko tijelo s 4-6 para veoma dugih nogu, većinom četiri para. Tijelo se sastoji od prozome i opistozome s analnim otvorom. Svaki segment prozome ima svoj par ekstremiteta. Mužjaci imaju i noge za nošenje jaja.
Unutrašnji organi započinju unenim otvorom na vrhu proboscisa a nastavlja se cijevastim ždrijelom duž proboscisa s kojim se usitnjava hrana, zatim jednjakom i završava srednjim i zadnjim crijevom. Srce je cijevasto i nalazi se na dorzalnom dijelu miksocela, a iz njega krv odlazi u miksocel i sve ostaje dijelove tijela. Respiratornih organa nemaju pa dišu cijelom površinom tijela.

## Redovi
1. Nectopantopoda Bamber, 2007 †
2. Palaeoisopoda Hedgpeth, 1978 †
3. Palaeopantopoda Broili, 1930 †
4. Pantopoda Gerstaecker, 1863

## Galerija
- Sericosura verenae (Child, 1987)
- Anatomija morskog pauka